# Geron seychellarum
Geron seychellarum är en tvåvingeart som beskrevs av Greathead 1983. Geron seychellarum ingår i släktet Geron och familjen svävflugor. Inga underarter finns listade i Catalogue of Life.